# 無名之城
《無名之城》（英語：The Nameless City）是H·P·洛夫克拉夫特在1921年1月寫就的一個短篇小說，同年11月在《狼獾》（The Wolverine）雜誌上出版。
《死靈之書》的作者阿卜杜·阿尔哈兹莱德在本書中首次登場，但並非作為《死靈之書》的作者。

## 劇情
“無名之城”是位於阿拉伯半島沙漠中的一個城市廢墟，其歷史比任何人類文明都久遠。它是一種古代爬行生物的居所，原來位於海邊，但隨著海岸線後退淪落到沙漠深處，因此被遺棄。

## 靈感
洛夫克拉夫特說他的靈感來源於一個受邓萨尼勋爵作品《The Probable Adventure of the Three Literary Men》啟發的夢境。一說其靈感來自於《大英百科全書》第九版的“千柱之城”條目。埃德加·赖斯·巴勒斯的《地心記》（At the Earth's Core）也可能是作品來源之一。

## 外部連接
- The Nameless City  - 古滕堡分布式校对（加拿大）
- 列在網路推理小說資料庫中的《無名之城》
- Publication history for "The Nameless City" （页面存档备份，存于）, The H. P. Lovecraft Archive.
- LibriVox中的公有领域有声书《The Nameless City》